# 가사기촌 (에히메현)
가사기촌(笠置村)은 에히메현 히가시우와군에 설치되었던 촌이다. 현재의 세이요시에 해당한다.